# هری وینکس
هری وینکس (انگلیسی: Harry Winks؛ زادهٔ ۲ فوریهٔ ۱۹۹۶) بازیکن فوتبال اهل بریتانیا است که برای باشگاه لسترسیتی بازی می‌کند.
وی همچنین در تیم‌های ملی فوتبال زیر ۱۷ سال، زیر ۱۸ سال، زیر ۱۹ سال، زیر ۲۰ سال و زیر ۲۱ سال انگلستان بازی کرده است.